# Грінвілл (Айова)
Грінвілл (англ. Greenville) — місто (англ. city) в США, в окрузі Клей штату Айова. Населення — 71 особа (2020).

## Географія
Грінвілл розташований за координатами 43°1′1″ пн. ш. 95°8′47″ зх. д. / 43.01694° пн. ш. 95.14639° зх. д. (43.016913, -95.146274).  За даними Бюро перепису населення США в 2010 році місто мало площу 0,46 км², уся площа — суходіл. В 2017 році площа становила 0,43 км², уся площа — суходіл.

## Демографія
Згідно з переписом 2010 року, у місті мешкало 75 осіб у 30 домогосподарствах у складі 18 родин. Густота населення становила 164 особи/км².  Було 34 помешкання (74/км²).
Расовий склад населення:
| - 96,0 % — білих - 4,0 % — корінних американців |

До двох чи більше рас належало 0,0 %. Частка іспаномовних становила 2,7 % від усіх жителів.
За віковим діапазоном населення розподілялося таким чином: 24,0 % — особи молодші 18 років, 65,3 % — особи у віці 18—64 років, 10,7 % — особи у віці 65 років та старші. Медіана віку мешканця становила 36,8 року. На 100 осіб жіночої статі у місті припадало 97,4 чоловіків;  на 100 жінок у віці від 18 років та старших — 103,6 чоловіків також старших 18 років.
Середній дохід на одне домашнє господарство  становив 46 518 доларів США (медіана — 41 250), а середній дохід на одну сім'ю — 51 590 доларів (медіана — 41 875). За межею бідності перебувало 25,8 % осіб, у тому числі 59,1 % дітей у віці до 18 років та 12,5 % осіб у віці 65 років та старших.
Цивільне працевлаштоване населення становило 55 осіб. Основні галузі зайнятості: виробництво — 18,2 %, сільське господарство, лісництво, риболовля — 16,4 %, роздрібна торгівля — 10,9 %, транспорт — 9,1 %.